# 함부르거 아벤트블라트
함부르거 아벤트블라트(Hamburger Abendblatt)는 악셀 스프링거AG에서 간행되는 독일 일간신문이다. 월요일에서 토요일까지 아침마다 발행되며 2012년 2분기 기준 205 219 발행 부수를 기록하였다.

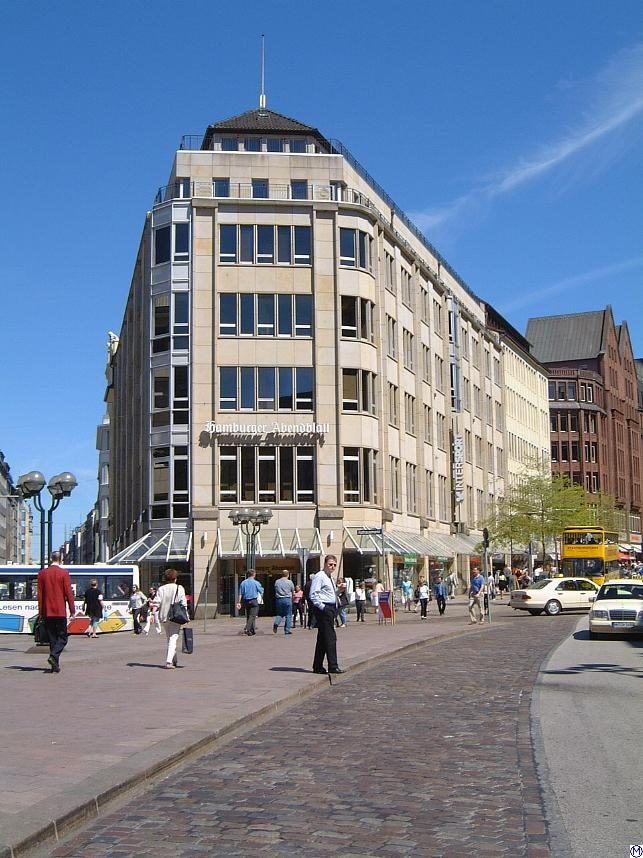
함부르거 아벤트블라트 건물

## 역사

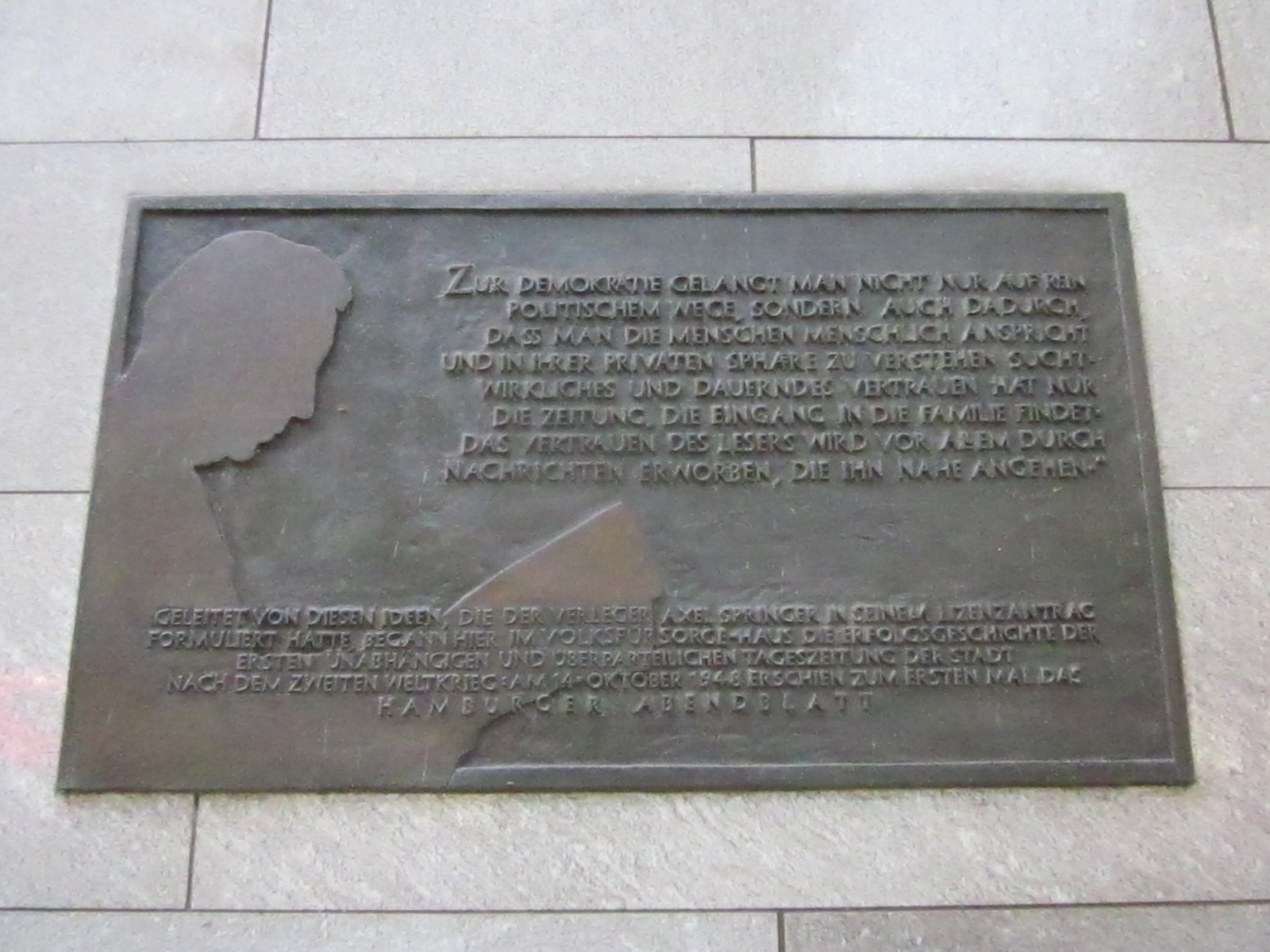
함부르거 아벤트블라트 창간 기념

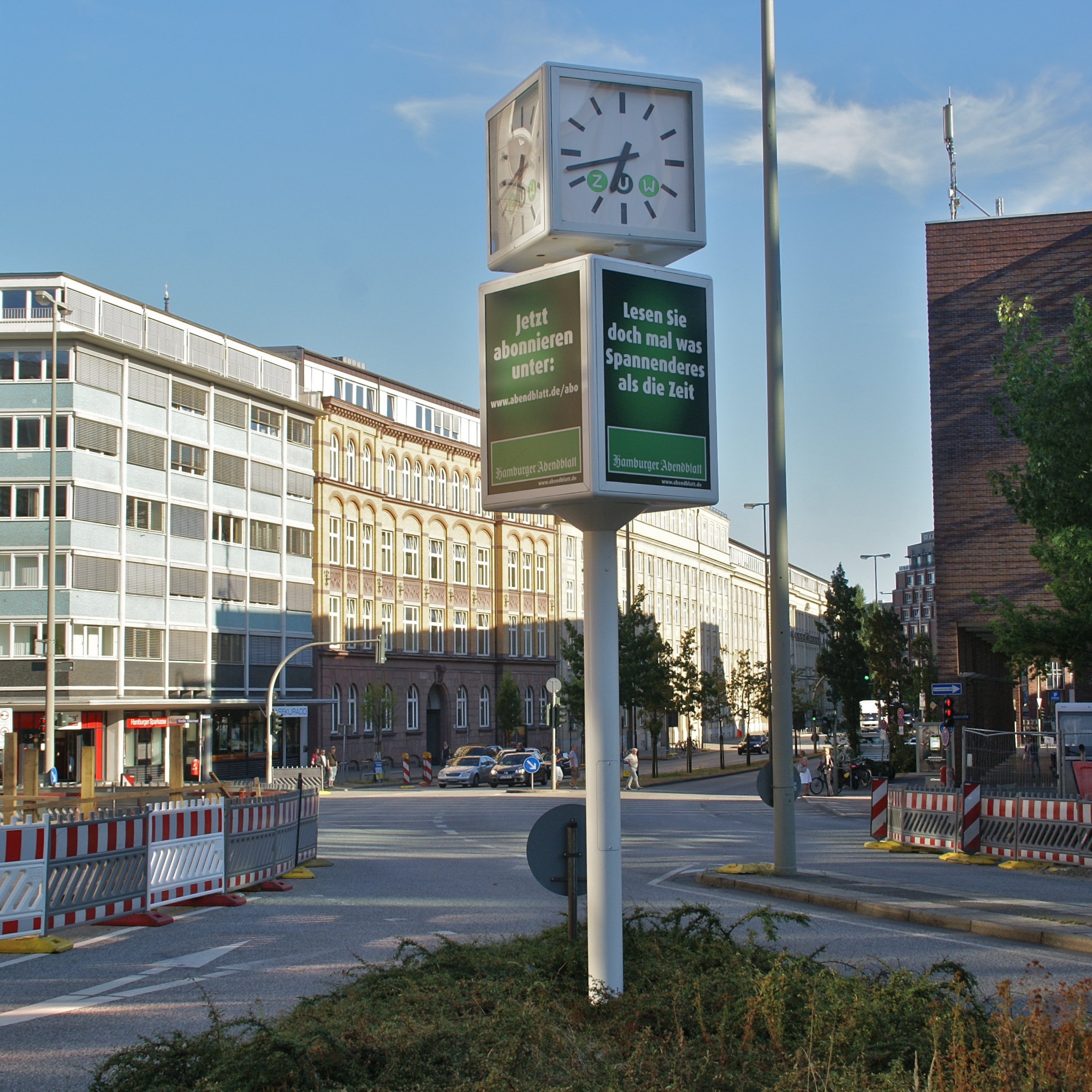
함부르거 아벤트블라트 광고

함부르거 아벤트블라트는 2차 대전 이후 1948년 10월 14일 초판이 발행되었다. 초판은 60 000부가 판매되었으며, 함부르크 시의회가 인가를 하였다. 따라서 함부르거 아벤트블라트는 독일 최초로 연합군의 인가가 아닌 독일 인가를 받은 일간신문이다.
6개월 후 발행 부수는 일 170 000부로 증가하였다. 아벤트블라트란 직역으로 저녁신문을 의미하는데, 실제로 1970년대까지 함부르거 아벤트블라트는 오후에 출간되었다. 그러나 이후 간행 시기는 이른 아침시간으로 조정되었다. 인쇄 착수 시간이 비교적은 늦은 편이기 때문에 저녁에 발생하는 사건도 다음날 아침 기사로 나간다.
2008년에 함부르거 아벤트블라트는 콘라트 아데나워 기관상을 수여받았다.]

## 보도 내용
함부르거 아벤트블라트는 함부르크와 주변지역에 대한 보도가 중심을 이룬다. 노르더스테트와 아렌스부르크, 함부르크-하부르크, 핀네베르크, 뤼네부르크, 스타데 지역에는 지역판도 추가로 간행된다.

## 보도 성향
함부르거 아벤트블라트의 정치 성향은 중도 보수이다. 함부르크 시장은 전통적으로 사회 민주당에서 배출되었는데, 2001년에는 자민당 시장이 선출되었다. 당시 함부르거 아벤트블라트가 선거에서 자민당을 지원했다는 의혹을 받았다.

## 계열사
2006년 10월부터 2007년 2월까지 일요판도 제공되었다. 이는 함부르거 모르겐포스트가(Hamburger Morgenpost) 2006년 1월 5일 출간한 일요판에 대한 대항책이었다. 그러나 일요판은 곧 운영중지 되었고, 공식적으로 벤치마크 시험으로 발표됐다. 1950년대에도 일요판이 있었지만 악셀 스프링거사에서 오늘날 간행되는 빌트 암 존탁으로(Bild am Sonntag)전환 발행되었다.
일요일 저녁에는 라트하우스 보헤(Rathauswoche)라는 칼럼이 기재된다. 라트하우스 보헤는 함부르크 주 정부를 비판적 시각으로 바라보고 정부의 정책을 분석한다.
2009년부터 함부르거 아벤트블라트가 운영하는 웹사이트의 지역 보도 내용이 유로 서비스로 전환됐다.

## 수상
함부르거 아벤트블라트 소속 기자들은 많은 저널리스트 상을 수여하였다. 대표적으로 테오도르 볼프 상을 받은 바르바라 하르딩하우스와 에리히 클라분데 상을 받은 옌스 마이어 벨만, 독일 일간프렌스상으로 받은 크리스티안 덴소, 독일 리포터상을 받은 안트예 빈트만이 있다.
2008년 함부르거 아벤트블라트는 ‘편집부 종합 성적‘ 부문에서 콘라트 아데나워 기관에서 수여하여 독일 지역신문 1위로 이름을 알렸다.

## 역대 편집장
| Wilhelm Schulze | 1948년 – 1952년     |
| Otto Siemer     | 1952년 – 1965년     |
| Martin Saller   | 1965년 – 1969년     |
| Werner Titzrath | 1969년 – 1983년     |
| Klaus Korn      | 1983년 – 1989년     |
| Peter Kruse     | 1989년 – 2001년     |
| Menso Heyl      | 2001년 – 2008년     |
| Claus Strunz    | 2008년 – 2011년 6월 |
| Lars Haider     | 2011년 7월–         |

## 연관 사진

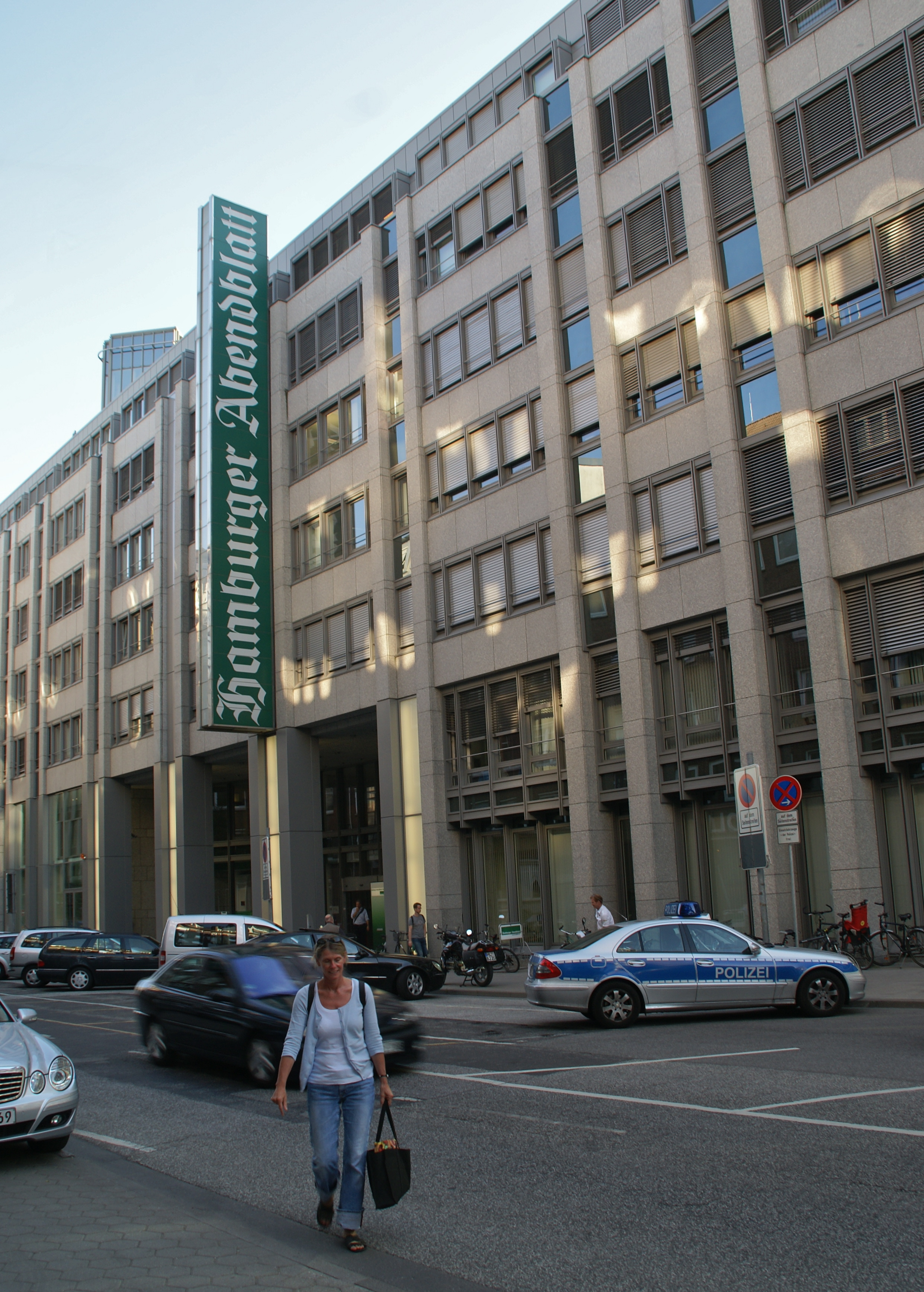
함부르거 아벤트블라트 본사 정문입구
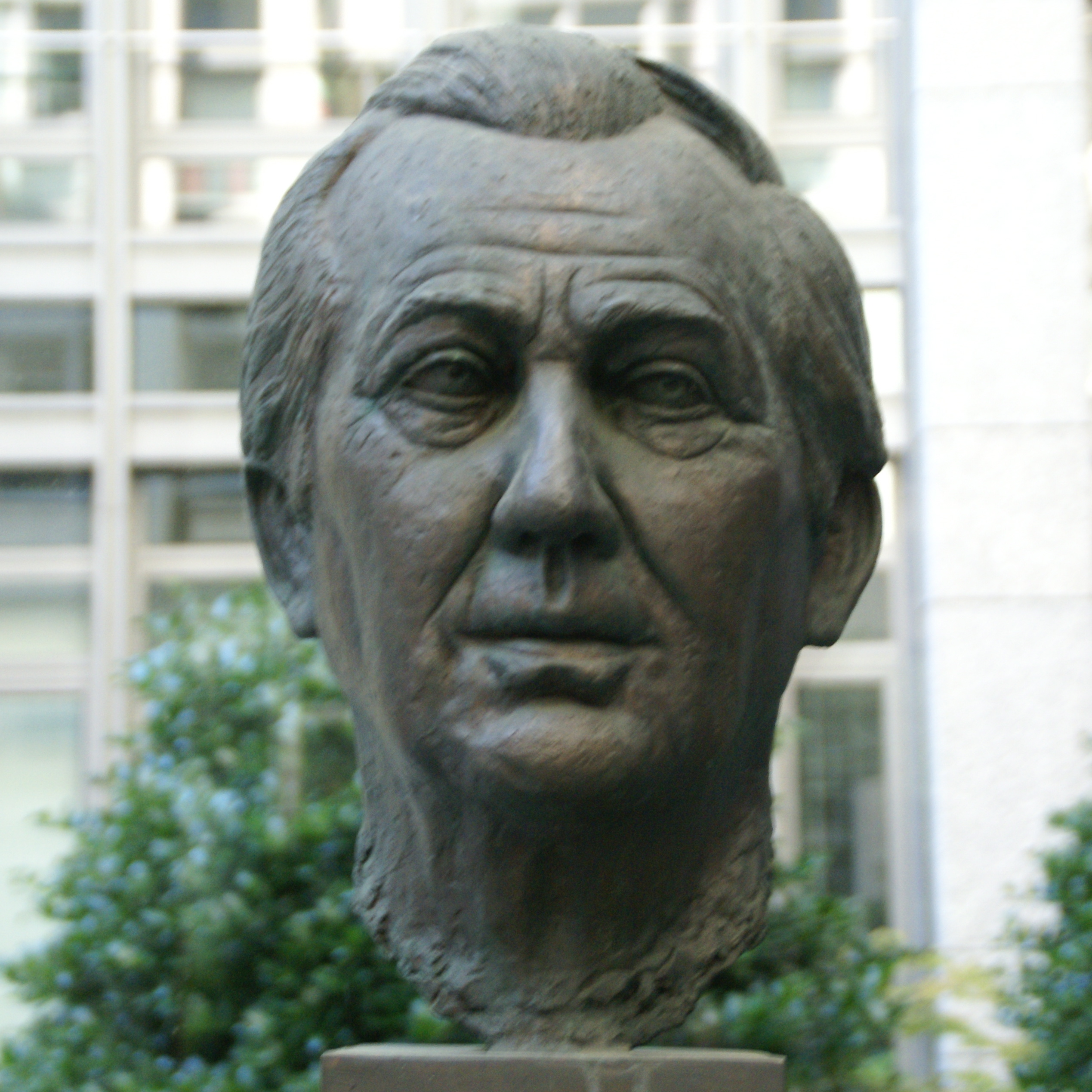
창간자 악셀 스프링거 동상